# Аль-Мухана, Бадер
Бадер Абдурахман Аль-Мухана (араб. بدر عبد الرحمن المهنا‎; род. 15 ноября 1988) — пловец из Саудовской Аравии, специализирующийся на дисциплинах в стиле баттерфляй. Участник летних Олимпийских игор 2008 года и выпускник Школы короля Фейсала в своем родном городе Эр-Рияде.
Аль-Мухана был приглашен FINA, чтобы соревноваться за Саудовскую Аравию в плавании на100 м баттерфляем на летних Олимпийских играх 2008 года в Пекине. Аль-Мухана не смог пройти в полуфинал, так как он занял 61 место в общем зачете в предварительных соревнованиях.